# Championnat de France féminin de rugby à XV de 2e division 2020-2021
Navigation
Élite 2 2019-2020 Élite 2 2021-2022
Le championnat de France féminin de rugby à XV de 2e division 2020-2021 ou Élite 2 2020-2021 se déroule de septembre 2020 à juin 2021.
Le 29 octobre 2020, la FFR annonce la suspension de la compétition en novembre et décembre 2020, en raison de l'entrée en vigueur du deuxième confinement, ainsi que l'annulation des phases finales afin de permettre l'opportunité de finir la compétition à l'issue de la saison.
Le 26 février 2021, la FFR annonce l'arrêt définitif des compétitions amateurs et le gel des montées et des descentes pour tous les niveaux.

## Participants
| \| Bruges-Blanquefort Caen Clermont-Ferrand Dax Dijon Limoges Narbonne Perpignan La Rochelle Tarbes \| Localisation des clubs (2020-2021) |
| Bruges-Blanquefort Caen Clermont-Ferrand Dax Dijon Limoges Narbonne Perpignan La Rochelle Tarbes                                          |

Pour la saison 2020-2021, l'Élite 2 est constitué de la façon suivante :
- Un club relégué (à sa demande) du championnat Élite 1 2019-2020 :
  - Ovalie caennaise
- Six clubs du championnat Élite 2 2019-2020 :
  - USA Limoges
  - Stade rochelais
  - Racing Club narbonnais
  - USAP XV féminin
  - Entente sportive Bruges Blanquefort
  - Stado Tarbes Pyrénées rugby
- Trois clubs issus de la Fédérale 1 2019-2020 :
  - RF Dijon Bourgogne
  - Union sportive dacquoise
  - Rugby Clermont la Plaine

## Résumé des résultats

### Phase régulière
La compétition se déroule sous la forme de d'une poule unique de 10 équipes en matchs « aller-retour ».
Les clubs classés à la 1re et à la 4e place devaient initialement être qualifiés pour les demi-finales qui se déroulaient sur le terrain des équipes les mieux classées.

### Classement de la phase régulière
| Rang | Club                         | J | V | N | D | Bo | Bd | Pm  | Pe | Diff | Pts |
| ---- | ---------------------------- | - | - | - | - | -- | -- | --- | -- | ---- | --- |
| 1    | Rugby Clermont la Plaine (P) | 4 | 4 | 0 | 0 | 4  | 0  | 115 | 0  | +115 | 20  |
| 2    | Stade rochelais              | 3 | 3 | 0 | 0 | 3  | 0  | 109 | 18 | +91  | 15  |
| 3    | USA Limoges                  | 2 | 2 | 0 | 0 | 1  | 0  | 56  | 27 | +29  | 9   |
| 4    | US Dax (P)                   | 4 | 2 | 0 | 2 | 0  | 1  | 59  | 83 | -24  | 9   |
| 5    | RC Narbonne                  | 3 | 2 | 0 | 1 | 0  | 0  | 29  | 59 | -30  | 8   |
| 6    | ES Bruges Blanquefort        | 3 | 1 | 1 | 1 | 0  | 0  | 27  | 32 | -5   | 6   |
| 7    | Stado Tarbes Pyrénées rugby  | 4 | 1 | 1 | 2 | 0  | 0  | 30  | 72 | -42  | 6   |
| 8    | USAP XV féminin              | 3 | 0 | 0 | 3 | 0  | 1  | 20  | 63 | -43  | 1   |
| 9    | Ovalie caennaise (R)         | 3 | 0 | 0 | 3 | 0  | 1  | 25  | 78 | -53  | 1   |
| 10   | RF Dijon Bourgogne (P)       | 3 | 0 | 0 | 3 | 0  | 0  | 30  | 68 | -38  | 0   |

|  | R : relégué 2020 • P : promu 2020 |